# NGC 3982

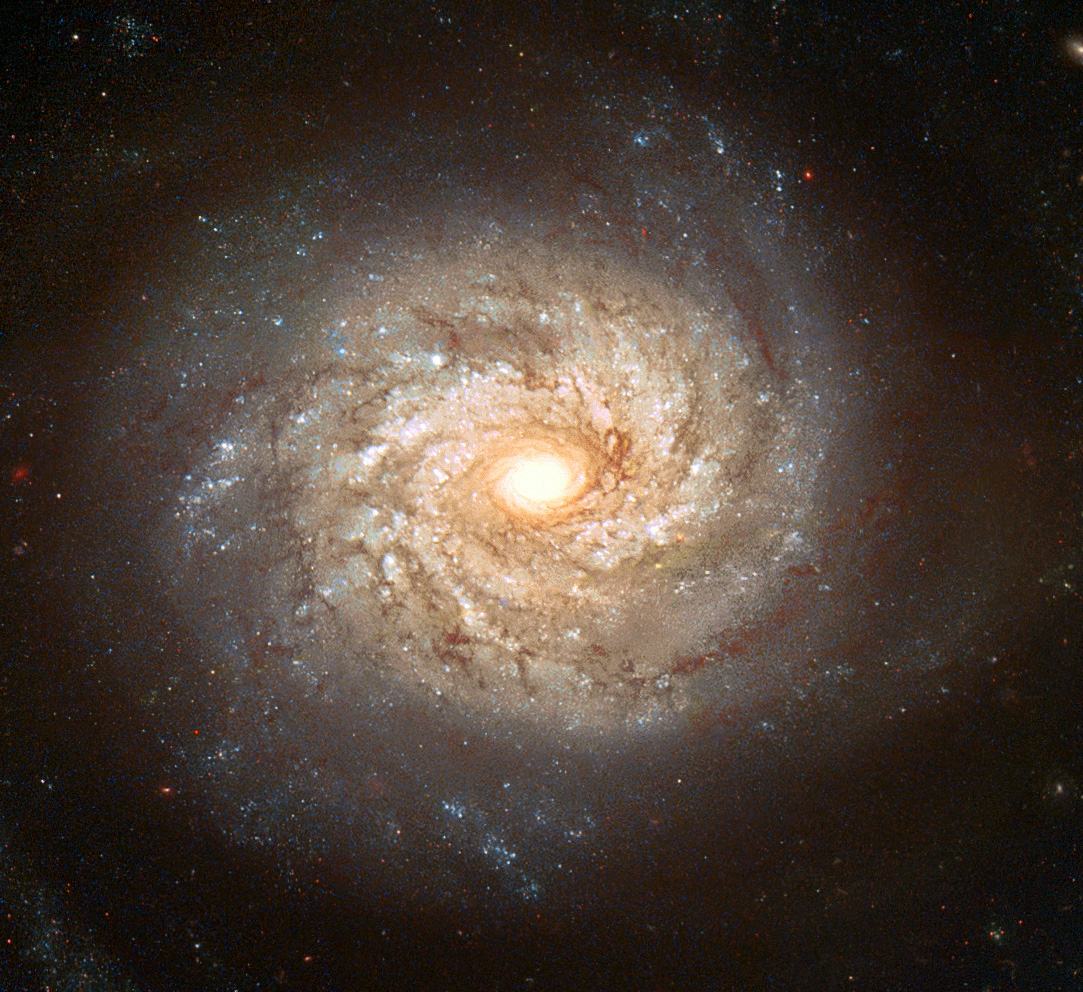
صورة للمجرة

إن جى سى 3982 (بالإنجليزية NGC 3982) وتسمى أيضا UGC 6918 هي مجرة حلزونية توجد في كوكبة الدب الأكبر تبعد عن الأرض نحو 68 مليون سنة ضوئية وقد تم اكتشافها من قبل وليام هيرشل في 14 أبريل 1789 وظنّ أنها سديم كوكبي ، تقع المجرة في مجموعة مجرات M109 وهي مجموعة من المجرات توجد في كوكبة الدب الأكبر وتحتوى على ما يزيد عن 50 مجرة. القدر الظاهري للمجرة +12 وتحتاج إلى تلسكوب صغير لمشاهدتها.

## إكتشافات
يبلغ قطر المجرة حوالى 30 ألف سنة ضوئية أي حوالى ثلث حجم مجرتنا، المجرة هي نموذج للمجرات الحلزونية وهي مشابهة لمجرتنا درب التبانة وتحتوى على ثقب أسود في مركزها وبها مناطق كبيرة لتشكل النجوم الجديدة وهي تبدو مثل عناقيد زرقاء لامعة في أزرع المجرة، مجرة إن جى سى 3982 لديها نسبة كبيرة من ولادة النجوم في أذرعها وهي مناطق السدم ذات اللون الوردي وتتكون من الهيدروجين المتأين.
تم اكتشاف مستعر أعظم في هذه المجرة في عام 1998 وسمى SN 1998aq وأكتشف بواسطة أحد هواة الفلك.

## اقرأ أيضا
- مجرة
- مجرة حلزونية
- مجرة إهليجية
- مجرة عدسية
- ثقب أسود